# East Verde Estates

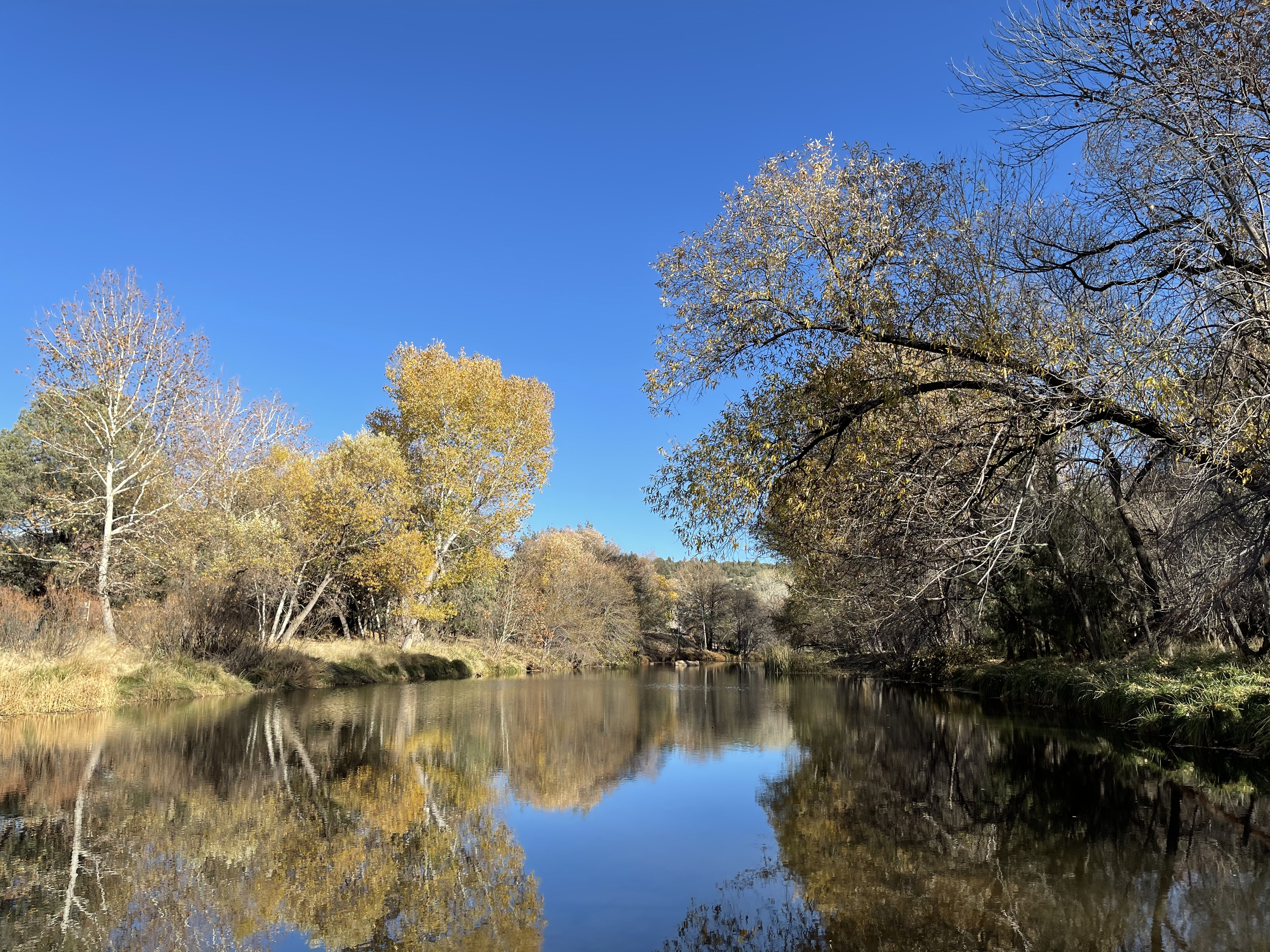
La rivière East Verde s'écoule lentement à travers le East Verde Estates.

East Verde Estates est une census-designated place du comté de Gila, dans l'État de l'Arizona, aux États-Unis. En 2020, elle compte une population de 151 habitants.